# کوئینسی فاوس
کوئینسی فاوس (به انگلیسی: Quincy Fouse) (زاده ۲۶ اوت ۱۹۹۷) بازیگر، رپر و ترانه‌سرای آمریکایی است که بیشتر به خاطر بازی در نقش میلتون گریزلی در سریال تلویزیونی میراث شناخته می‌شود

## زندگی شخصی
کوئینسی که بومی فلوریدا است، بزرگترین پسر تینیشا کلارک و رابرت کلارک است. او یک برادر و خواهر کوچکتر داردو وی فعالیت بازیگری خود را در سال ۲۰۱۶ و از سن ۱۹ سالگی آغاز کرد و در سریال‌های تلویزیونی نقش‌های کوتاهی ایفا کرد تا این که در سال ۲۰۱۸ با فیلم لوگان و سریال میراث به شهرت رسید. او ژوئیه سال ۲۰۱۸ در آتلانتا، جورجیا ساکن است و علاوه بر حرفه بازیگری، کوئینسی رپ و ترانه‌سرا نیز هست و او اولین آلبوم خود را با نام Soul Fro با نام Soulspace در انتهای سال ۲۰۱۸ منتشر کرد. در تابستان سال ۲۰۱۹ او یک ترانه به نام Crush on You را به همراه کیلی برایانت را منتشر کرد.

## زندگی کاری
کوئینسی فاوس در سال ۲۰۱۸، به لطف بازی در نقش میلتون گریزلی با نام ام. جی در مجموعه تلویزیونی فانتزی/درام، میراث به شهرت رسید، پیش از آن هم به دلیل بازی در کمدی موقعیت، گلدنبرگ(۲۰۱۶-۲۰۱۸) و همچنین در فیلم ابرقهرمانی «لوگان» (۲۰۱۷) شناخته شده‌است. وی همچنین نقش هیوارد تیلور را در فصل اول سریال شک داشته‌است.